# Transdev

A Transdev SA é uma operadora de transportes públicos francesa caracterizada por desenvolver a mobilidade, sendo uma das maiores no mundo. É um dos líderes mundiais no transporte colectivo de passageiros em autocarros e é reconhecida como líder mundial em serviços de metro/eléctrico.
A Transdev gere redes de transporte ferroviário e de transportes urbanos em nome dos governos e de autoridades de transportes locais em diversos países tais como: França, Reino Unido, Portugal, Itália, Alemanha e Austrália. Opera em zonas urbanas das mais variadas dimensões, desde as grandes áreas metropolitanas como Londres, Melbourne, Roma e Paris, através dos centros regionais, como a francesa Grenoble, Montpellier, Orléans e Estrasburgo, para cidades mais pequenas de cerca de 10.000 habitantes.
A Transdev é uma das principais operadoras do transporte público em Portugal, com subsidiárias para os sectores ferroviário e rodoviário.(Transdev UK, 2007)

## História

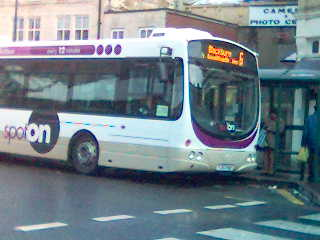
Veículo da Lancashire United estacionado em Accrington.

A Transdev surgiu em França, no ano de 1955. Com um crescimento coeso e progressivo, e uma expansão consolidada, sob um conceito de inovação e, acima de tudo, tendo em conta a mais alta qualidade no serviço prestado, hoje em dia a Transdev está  cimentada em cinco continentes (Europa, África, Ásia, América e Oceânia). Só na Europa gere cerca de 100 redes urbanas e 50 redes interurbanas em 7 diferentes países.
O seu âmago é composto por 18.000 autocarros, 92 veículos de metro, para cima de 1.000 veículos de metro ligeiro, 27 comboios, 50 ferries e 3.650 veículos de transporte a pedido. Emprega cerca de 86 mil colaboradores.

## Transdev em Portugal
A Transdev está em Portugal desde 1997, tempos nos quais se encontrava integrada no consórcio Normetro. Em meados desse mesmo ano venceu o concurso público Internacional da rede de Metro do Porto e desde então, tem vindo a desenvolver a sua presença e a aumentar as suas actividades de forma bastante coesa e exemplar.(Transdev PT, 2008)

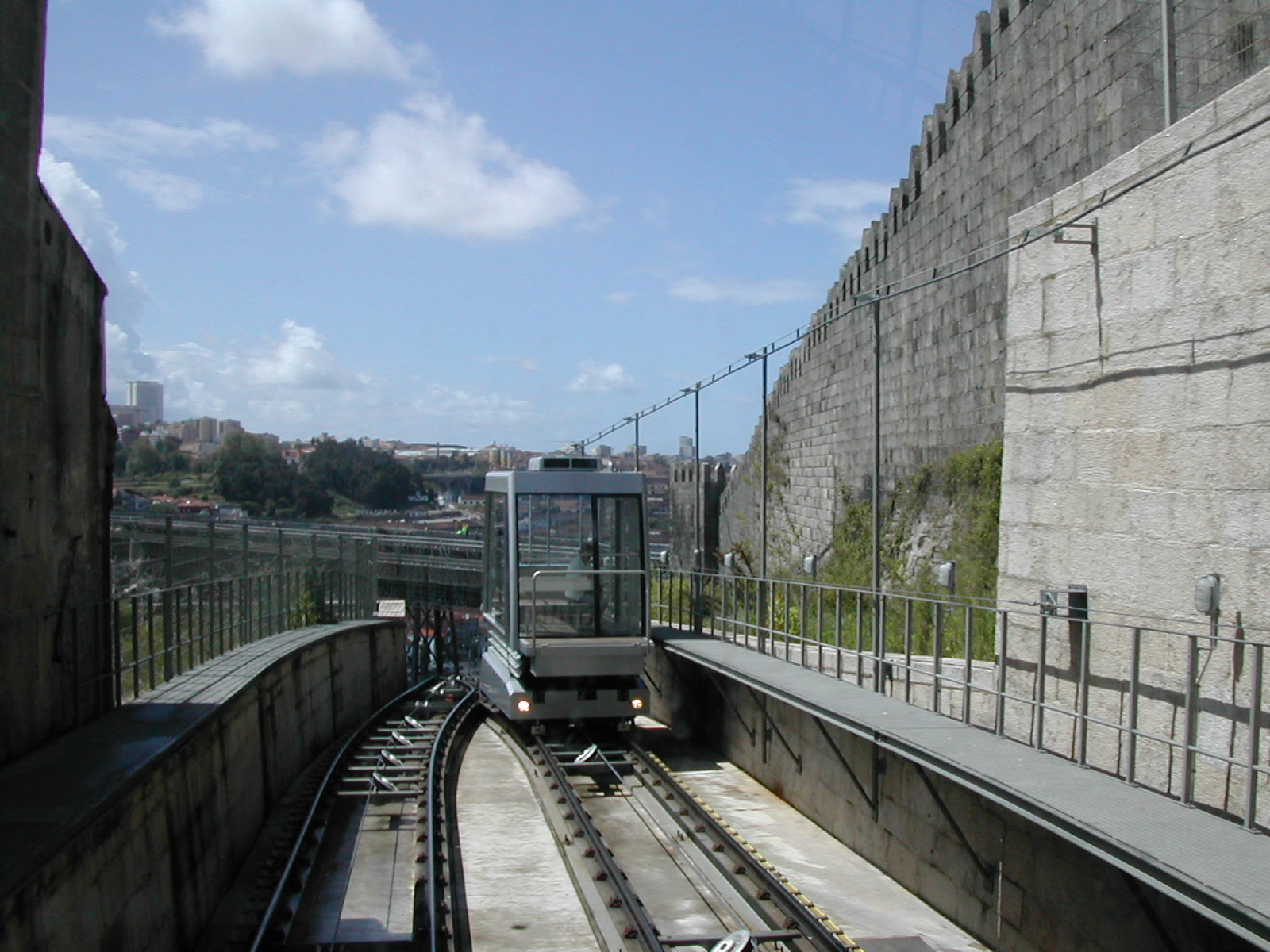
Cabina do Funicular dos Guindais, Porto

De seguida está esquematizado um guia na história da Transdev em Portugal desde a sua origem, em 1997:
- 1997 - através do consórcio Normetro, a Transdev foi vencedora do concurso público para a construção e acompanhamento a todos os níveis do sistema de Metro no Porto.
- 2002 - a Transdev engloba o grupo CAIMA, (família Neves) (transporte rodoviário de passageiros), através de uma rede que explora maioritariamente Porto, Braga e Coimbra. É também inaugurada, a 7 de Dezembro, a primeira linha de Metro do Porto.
- 2003 - tendo em conta do seu comportamento e notoriedade de acordo com os requisitos normativos, a Transdev, Sociedade Operadora da rede de Metro do Porto, recebe a certificação ISO 9001:2000 (Qualidade), após respectiva auditoria.
- 2004 - a Sociedade Operadora do Metro do Porto recebe nova certificação, desta vez para o abrigo da norma ISO 14001:1999 (Ambiente).
São criadas linhas de primeira classe de Braga e São João da Madeira ao Porto, e linhas em parceria com diferentes operadoras (Bus Plus).
Criação da Rede Verde – rede interconcelhia de autocarros que abrange Oliveira de Azeméis, São João da Madeira e Arouca.
- 2005 - a Transdev é novamente reconhecida, desta feita em relação à Segurança, Higiene e Saúde no Trabalho. A Sociedade Operadora do Metro do Porto é certificada pelas OHSAS 18001:1999 e Norma Portuguesa NP 4397:2001 (Segurança). Simultaneamente efectua a transição para o mais recente referencial ISO 14001:2004 (Ambiente). Abrem três novas linhas no Metro do Porto operadas pela Transdev. A partir desta altura, através de um concurso, o Funicular dos Guindais tem a sua operação atribuída à Transdev.
- 2006 - em Maio, é inaugurada a quinta linha da rede do Metro do Porto, alcançando o Aeroporto Francisco Sá Carneiro. A Transdev gere agora, no Porto, cinco linhas e 60 quilómetros de rede.
É inaugurada uma nova oficina para a área rodoviária, na zona norte.
Princípio da criação de um serviço de transporte público inter-urbano, denominado Projecto Arganil – É criada a primeira contratualização deste serviço.
- 2007 - actualização dos meios e acompanhamento de processos através da modernização das Centrais de Camionagem de Coimbra e do Porto, tal como das redes de transporte de diversos concelhos das zonas Norte e Centro, em parceria com as Autarquias, IMTT e outros operadores, promovendo assim, soluções de mobilidade inovadoras.
- 2008 - inauguração de uma nova oficina, em Oliveira de Azeméis, na zona Norte.
- 2010 - Transdev adquire o Grupo Joalto, reforçando assim a sua aposta no sector rodoviário em Portugal. Lançamento do projeto citizenn – operador de carsharing. A Transdev aposta no desenvolvimento de novas soluções de mobilidade sustentável.
- 2011 - Conclusão do projeto de fusão entre a Veolia Transport e a Transdev, que deu origem ao líder mundial de mobilidade sustentável. A Veolia Transdev assume o posicionamento de operador mais multimodal e mais internacional do sector. Lançamento, em março, da citi express, uma nova marca para o serviço expresso rodoviário de passageiros.
- 2012 - Acordo com a MoveAveiro para a Veolia Transdev explorar 4 carreiras urbanas/interurbanas em Aveiro. É criada uma nova marca para o serviço ocasional: a Citivisual. Tem como missão um serviço de aluguer distinto, primando pela qualidade e imagem.
- 2013 - Dá-se uma reestruturação interna e uma mudança ao nível da imagem, a Veolia Transdev passa a ser novamente Transdev. A CAIMA Transportes recebe a Tripla Certificação (Qualidade, Ambiente e Segurança) tornando-se a primeira empresa do sector, em Portugal, com tripla certificação. Uniformização de todas as marcas do transporte coletivo rodoviário dando lugar a uma única marca - Transdev.
- 2014 - Criação das Redes urbanas de Marco de Canaveses e Condeixa. Lançamento de um novo serviço com ligação ao Aeroporto Francisco Sá Carneiro e a Central de Camionagem do Porto.
- 2023 - Faz parte do Lote 3 da UNIR Mobilidade, juntamente com as empresas Auto Viação do Minho e a Litoral Norte. Da parte da Transdev, é servida com viaturas do setor da Minho Bus.
- 2025 - Começa a operar em julho, a MobiViseuDãoLafões, rede de transportes da Comunidade Intermunicipal Viseu Dão Lafões.

### Empresas do Grupo Transdev em Portugal
Em Portugal, são propriedade da Transdev as seguintes empresas de transportes pesado de passageiros:
- Auto Viação Aveirense, S.A.;
- Caima Transportes, S.A.;
- ETAC - Empresa De Transportes António Cunha S.A.;
- Minho Bus - Transportes do Minho, Sociedade Unipessoal, Lda;
- Rodoviária da Beira Interior, S.A.;
- Rodoviária da Beira Litoral, S.A.;
- Rodoviária d’Entre Douro e Minho, S.A.;
- Transdev Douro, S.A.;
- Transdev Interior, S.A. (Guedes) - Viseu;
- Transdev Mobilidade, S.A.;
- Transdev Norte, S.A.
- Vdl Mobilidade - Empresa de Transportes Públicos, Unipessoal Lda

Algumas destas empresas operam localmente serviços diferenciados, geralmente ao abrigo de contratos com autarquias — nomeadamente:
- Barcelos[2]
- Guarda (Transportes Urbanos da Guarda)
- Marco de Canaveses (UrbMarco)[3]
- Oliveira de Azeméis (TUAz)[4]
- Trancoso (SIM)
- Armamar (SIM)

O Grupo Transdev detém ainda as seguintes participações minoritárias:
- RNE - Rede Nacional de Expressos, Lda, com 27,5% do capital social;
- Renex - Rede Nacional de Transportes, Lda, com 31,3% do capital social;
- TUF - Transportes Urbanos de Famalicão, Lda, com 33,33% do capital social;
- TUST - Transportes Urbanos de SantoTirso, Lda, com 40% do capital social.

## Redes existentes ou em construção
A Transdev compreende um total de 80 redes urbanas activas de transportes públicos e 42 redes de inter-urbanos rodoviários. Opera sistemas de trânsito de 16 cidades com populações superiores a 100.000, incluindo oito áreas metropolitanas com população superior a 300.000. Globalmente, o grupo Transdev opera uma frota total de mais de 750 metros, 20 veículos ferroviários, 10 veículos ferroviários ligeiros, mais de 7.200 autocarros e camionetas de passageiros e 21 barcos de passageiros. Globalmente, a companhia tem cerca de 21.600 empregados.(Remondes, 2006)
Em França, a Transdev fornece 20% dos serviços de transporte público urbano para fora de Paris, 11% para dentro de Paris, 20% para o transporte privado e 6% para o transporte inter-cidades fora de Paris.
Fora de França, a Transdev está envolvida em diversas redes de transportes  tais como:

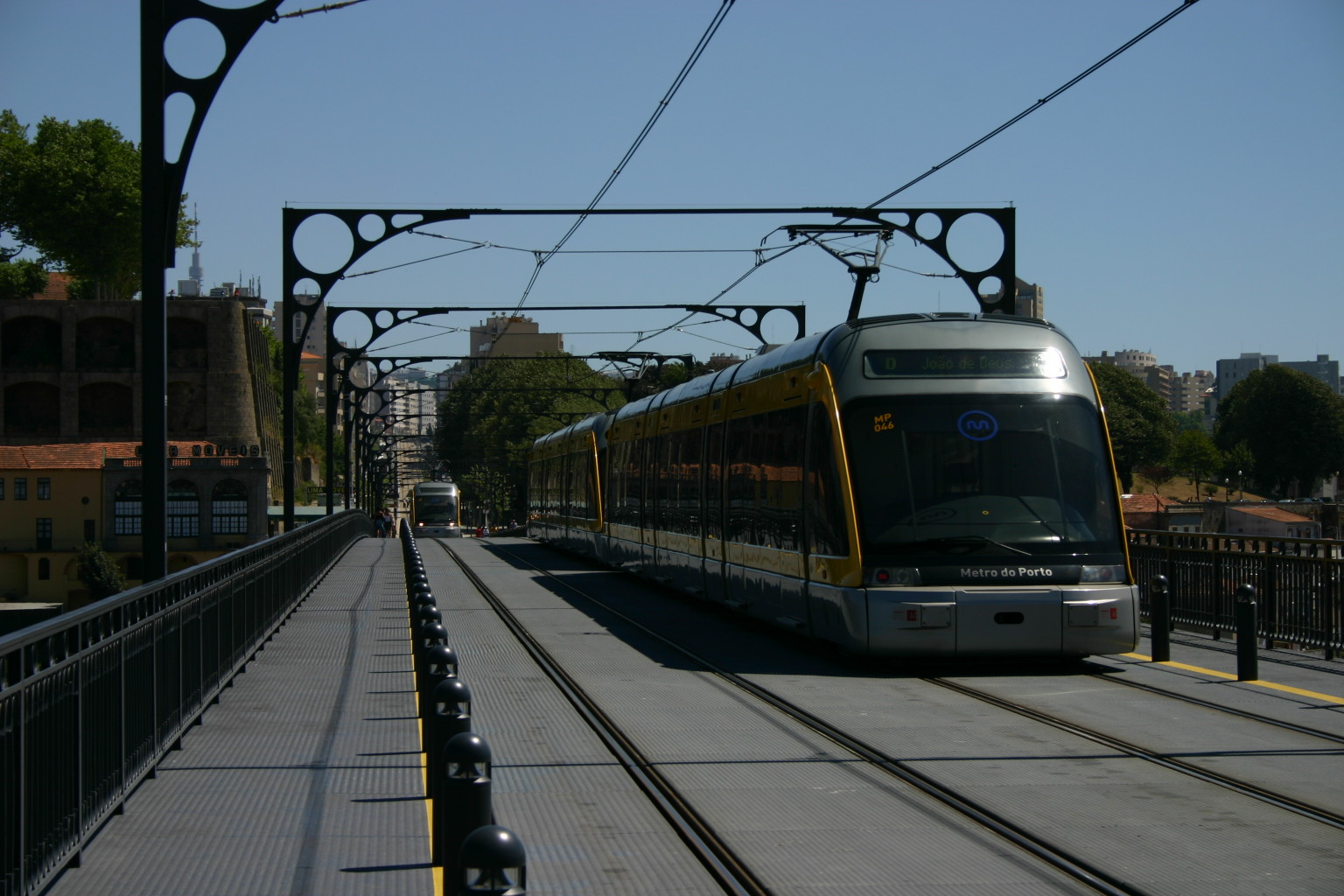
Metro do Porto

- Sistema de metro do Porto (Portugal)
- Sistema de tram de Tenerife (Espanha)
- London United bus company (Reino Unido)
- London Sovereign bus company (Reino Unido)
- Nottingham City Transport, Nottingham (Reino Unido)
- Nottingham Express Transit tram, Nottingham (Reino Unido)
- Edinburgh Tram Project (Reino Unido)
- Sistema de metro Turin VAL (Itália)
- Sistema ferroviário Trans Regio de Rhineland-Pfalz (Alemanha)
- Yarra Trams, Melbourne (Austrália)
- Shorelink Bus Company, Sydney (Austrália)
- Serviços CityCat e CityFerry, Brisbane (Austrália)